# Dynamite Hack
Dynamite Hack ist eine Post-Grunge-Band aus Houston (USA), die 1997 gegründet wurde.
Sie veröffentlichten ein Cover einer Rap-Single von Eazy-E unter dem Namen Boyz-In-The-Hood, die erste Single aus Superfast.
Seit dem Jahr 2004 erstellen Dynamite Hack ihr zweites Album, welches Mitte des Jahres (2004) veröffentlicht werden soll.

## Diskografie
- 1998 – Pillowhead
- 2000 – Superfast
- 2008 – How to Break Up a Band